# کوتاندا رامایاه
کوتاندا رامایاه (انگلیسی: Kothanda Ramaiah؛ زادهٔ ۱ ژانویهٔ ۱۹۵۳) یک کارگردان اهل هند است.
وی کارگردان فیلم‌هایی همچون الکساندر و رقص بوده است.

## پیوند به برون
- کوتاندا رامایاه در بانک اطلاعات اینترنتی فیلم‌ها (IMDb)
- Official Website